# Lúcio Cesênio Lentão
Lúcio Cesênio Lentão (em latim: Lucius Caesennius Lento) foi um político e autor teatral romano do século I a.C. aliado de Marco Antônio. De origem etrusca e membro da gente Cesênia, Lentão era, segundo Cícero, um ator especializado em escrever e atuar em tragédias.

## Carreira
Depois de escolher o lado de Júlio César durante a guerra civil, Cesênio foi nomeado legado por ele durante sua campanha pela Hispânia em 45 a.C.. Foi Lentão o general responsável pela morte de Pompeu, o Jovem, durante a Batalha de Lauro apenas algumas semanas depois da decisiva Batalha de Munda.
Em junho de 44 a.C., depois do assassinato de Júlio César, Lentão foi um dos septênviros agrários determinados pela Lex Antonia e nomeados por Marco Antônio para dividir as terras públicas na Campânia e na Leontina entre os veteranos da guerra e outros cidadãos empobrecidos. Por ser aliado de Marco Antônio, Lentão acabou criticado por Cícero nas famosas "Filípicas" em 43 a.C..

## Família
Lentão provavelmente era bisavô de Lúcio Cesênio Peto, que foi cônsul romano em 61 a.C..